# كلية التربية ابن الهيثم (جامعة بغداد)
كلية التربية ابن الهيثم - جامعة بغداد هي إحدى كليات التربية في جامعة بغداد بعد انشطار كلية التربية الوحيدة في الجامعة والتي تعتبر وريثة دار المعلمين العالية في بغداد، وتضم الاقسام الخاصة بالدراسات العلمية.

## تاريخ الكلية ونشأتها
كلية التربية للعلوم الصرفة – ابن الهيثم هي امتداد لدار المعلمين العالية التي تعد من الكليات القديمة في العراق إن لم تكن أقدمها بعد كلية الحقوق وقد استطاعت أن تحظى بتشجيع كبير على مرور السنين مكنها من التطور الطبيعي في رفع مستوياتها العلمية وفي إستكمال الكثير مما ينقصها من عوامل وأسباب التقدم المختلفة.
وقد أفادت من ثمرات جهود نخبة ممتازة من الأساتذة والمربين واختصاصاتهم في مرحلة تأسيسها أمثال (ساطع الحصري وطه الهاشمي ومتي عقراوي وفاضل الجمالي وطه الراوي وعبد الوهاب عزام وأحمد حسن الزيات) وغيرهم ممن ساهموا في بناء هذه المؤسسة. وتولي التدريس والتوجيه ولم تقتصر هذه الكلية على مجرد تلقين المعارف بقدر ماهو إدراك عميق لأهداف الأمة العامة والاجتماعية منها وكيفية التصرف بما يناسب حاجات الجيل في العراق والوطن العربي.
لقد تخرج من هذه الكلية عدد من التربويين منذ تأسيسها عام (1923) عندما كانت دراستها مسائية حيث التحق بها معلموا المدارس الابتدائية ليكونوا البذرة الأولى لمدرسي المدارس الثانوية. وفي سنة (1935) اكتملت مستلزمات الكلية التعليمية لتكفل تحقيق أهدافها وأصبحت مدة الدراسة في دار المعلمين العالية سنة (1937) ثلاث سنوات والتي قَبَلَت الطالبات لأول مرة ثم اربع سنوات عام (1939) وهي نفس المدة التي تعمل بها الكلية في الوقت الحاضر. ثم استبدل اسمها إلى كلية التربية في عام (1958) عند تأسيس جامعة بغداد وانضمامها إليها وبقيت ترفد المجتمع بخريجيها إلى أن الغيت في عام (1969) ثم بعد ذلك أعيد افتتاحها عام (1972) لتتولى تأهيل الخريجين من حملة شهادة البكالوريوس في العلوم والاداب ولمدة عام دراسي واحد لإعدادهم لمهنة التدريس بمواضيع العلوم التربوية والنفسية وطرائق التدريس إلى أن أعيد افتتاح الكلية عام (1973) للدراسة الجامعية الأولية ذات اربع سنوات باسم كلية التربية.
في عام (1988) شطرت الكلية إلى كليتين متخصصتين تعني الأولى بالدراسات الإنسانية وسميت (كلية التربية - ابن رشد) والثانية بالدراسات العلمية وسميت (كلية التربية - ابن الهيثم) وذلك للعناية بالدراسات المتخصصة وتوفير مستلزماتها لضمان أعداد الطلبة حيث مكن الانشطار إلى كليتين توفير العناية المركزة لإعداد الطالب إعدادا علمياً متيناً بالإضافة إلى إعطائه ثقافة متكاملة في العلوم التربوية والفنية وفي مجالات الفكر والإبداع.
إن الكلية مستمرة في مواكبة التطور (العلمي والتربوي) وذلك بتطوير مناهجها الدراسية ومختبراتها العلمية بما يكفل مواكبة التطور العلمي والتقني السائد في العالم.

## اقسام الكلية
تضم الكلية خمسة من الاقسام العلمية وهي:
- قسم علوم الحياة
- قسم الرياضيات
- قسم علوم الحاسوب
- قسم الفيزياء
- قسم الكيمياء

## الموقع الإلكتروني
http://www.ihcoedu.uobaghdad.edu.iq